# Les Horribles Cernettes
Les Horribles Cernettes [lezɔʁiblə sɛːʁˈnɛt] (Französisch Die schrecklichen CERN-Mädchen) war eine parodistische Popmusik-Gruppe die sich selbst als die einzige Hochenergie-Rockband bezeichnet. Sie hat wie der Large Hadron Collider das Akronym LHC.
Die Liedtexte handeln von Physik oder den Einrichtungen des CERN und sind auf der Website der Gruppe erhältlich.

## Geschichte
Die Gruppe war 1990 von einer Sekretärin des CERN gegründet worden, die von den Schwierigkeiten einer Beziehung zu einem der Physiker sang.
Die Gruppe wurde von Silvano de Gennaro, einem Analytiker in der Computerabteilung des CERN mit weiteren Liedern versorgt. Durch Auftritte auf verschiedenen Physiker-Konferenzen wuchs die Bekanntheit der Gruppe und sie trat auch auf der Feier zur Verleihung des Nobelpreises an Georges Charpak auf.
Nach Aussage von Silvano de Gennaro waren die Bilder der Gruppe die ersten Fotos im WWW überhaupt und die Gruppe die erste mit einer eigenen Homepage.

„Back in 1992, after their show at the CERN Hardronic Festival, my colleague Tim Berners-Lee asked me for a few scanned photos of ‚the CERN girls‘ to publish them on some sort of information system he had just invented, called the ‚World Wide Web‘. I had only a vague idea of what that was, but I scanned some photos on my Mac and FTPed them to Tim's now famous ‚info.cern.ch‘. How was I to know that I was passing an historical milestone, as the one above was the first picture ever to be clicked on in a web browser!“

Auf dem sogenannten Cern Hardronic Festival gab die Gruppe am 21. Juli 2012 ihr letztes Konzert. Fünf Jahre später am 15. Juli 2017 gaben die Cernettes auf dem Cern-Festival erneut ein Konzert, das live auf Youtube ausgestrahlt wurde.